# クリフトン・カーフ
クリフトン・カーフ（Clifton Karfu、1927年 - 2007年）は、アメリカ合衆国の木版画家。アメリカ合衆国ミネソタ州ダルース生まれ。

## 概要
1955年から日本に暮らし、風景や建物（主に町屋・茶屋）を描き続ける。 彼が描く優美で、壮大で、独自性溢れる作品は、国内外に多くのファンを持つ。 その版画は「創作版画」と呼ばれるもので、木版画の全ての工程「スケッチ」「彫り」「擦り」を一人で行うのが特徴。 版木の重ねかたで毎回色も変わるので、同じものをたくさん作る版画ではない。 また最後に版木を自身で壊してしまうので、これから先も新たに擦る事が出来ないので希少価値がある。 他に彼の「墨絵」「九谷焼」も欲しがるファンは多い。
28歳から32歳までを岐阜市の長良川沿いに暮らす。その後、京都で有名になり、晩年は石川県金沢市主計町茶屋街に移住。以後12年間、茶屋跡に住居兼アトリエを構え、主に金沢の風情を描いた作品や墨絵の創作活動に励んだ。最後の家でありアトリエであった場所は、現在彼の作品のギャラリーとなっている。（石川県金沢市主計町3-19） 2007年他界、享年80歳。
「個展開催　」　日本各地、アジア、ヨーロッパ、アメリカ 「作品依頼商社」　　松下電器産業(株)、伊藤忠商事株式会社、日本アイ・ビー・エム、キャセイ・パシフィック航空、香港上海銀行、AIUジャパン、ACCジャパン、ビジネスウイーク誌、パシフィックマガジン、NBCマガジン、日本放送協会（NHK）、ボストン・京都姉妹都市委員会日本文化協会、日本文化、東京アメリカンクラブ他多数。 「所蔵　」　松阪財団、シンシナティ美術館、ハーバード大学、クンスト美術館（ザルツブルク）、ミネソタ美術館、ボストン美術館、ラーティ国立美術館（フィンランド）、ハワイ大学、ツイード美術館（ミネソタ州ダラス）、オーストラリア国立美術館など。 「個人所有」　　B.フリーマン(AIU)、H.ハンフリーアメリカ元副大統領、スティーブ・パーカー、シャーリー・マクレーン、マイク・マンスフィールドアメリカ大使、キャスパー・ウエインバーガー、アーサーザルツ・バーガー、デビット・ロックフェラー、H.スタックポール将軍夫妻、ジェームス・ハドソンアメリカ大使、ベンガー・リンツフィンランド大使、オズモ・ローレンスフィンランド大使、マウノ・コビストフィンランド大統領、ヤマダタモツ、ジェームス・マイクナー、ジョンシェパード、ヒューゴ・ダウンスなど。

## 参考サイト
- 公式webサイト